# Lhomme (gemeente)
Lhomme is een gemeente in het Franse departement Sarthe (regio Pays de la Loire). De plaats maakt deel uit van het arrondissement La Flèche. Lhomme telde op 1 januari 2022 938 inwoners.

## Geografie
De oppervlakte van Lhomme bedroeg op 1 januari 2022 18,32 vierkante kilometer; de bevolkingsdichtheid was toen 51,2 inwoners per km².

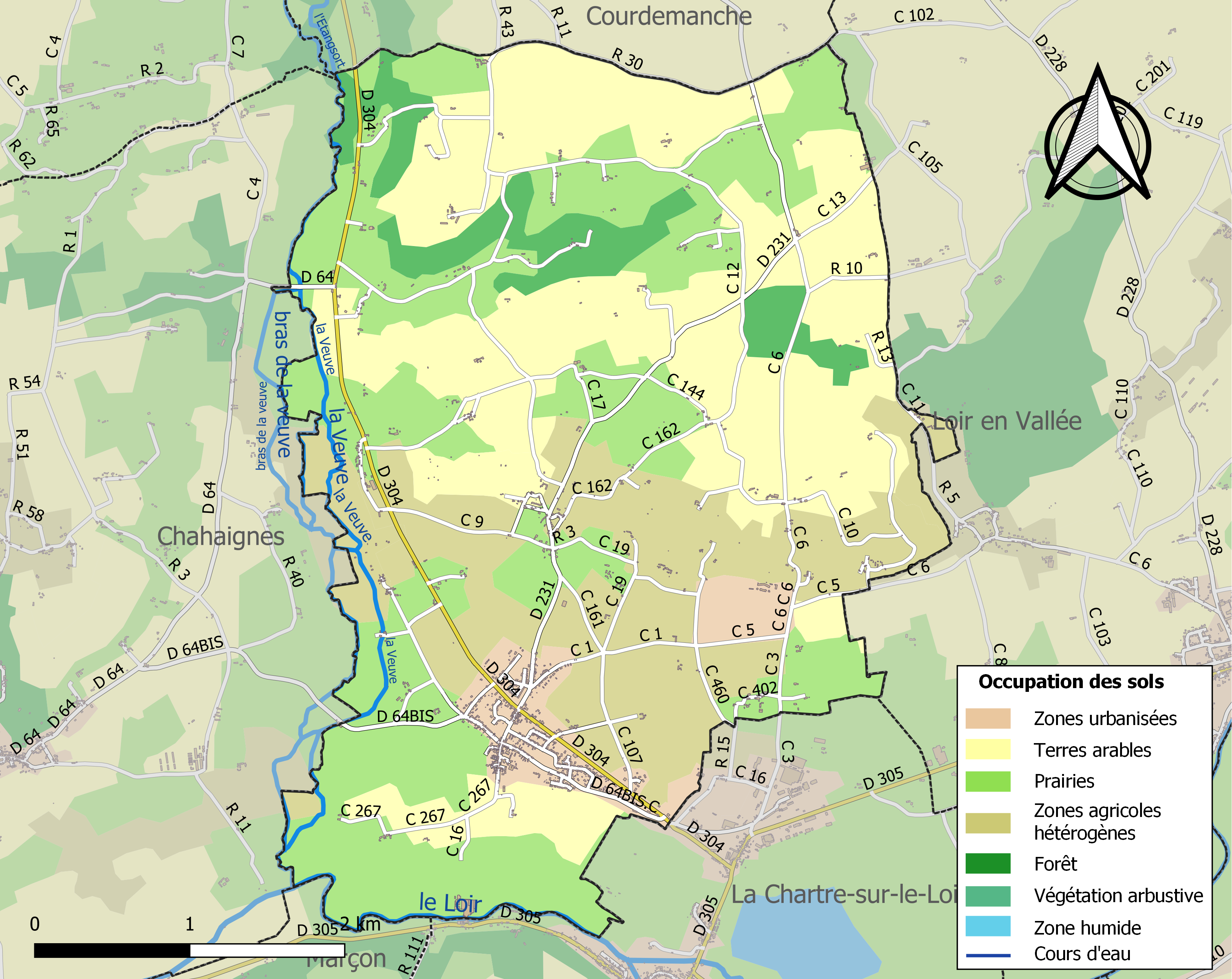
Kaart van de gemeente met de belangrijkste infrastructuur, bodemgebruik en omliggende gemeenten

## Demografie
Onderstaande figuur toont het verloop van het inwonertal (bron: INSEE-tellingen).